# Wonojoyo
Wonojoyo is een bestuurslaag in het regentschap Kediri van de provincie Oost-Java, Indonesië. Wonojoyo telt 8442 inwoners (volkstelling 2010).